# Strana konzervativního velkostatku
Strana konzervativního velkostatku (německy Konservativer Großgrundbesitz nebo Böhmischer konservativer Großgrundbesitz či Böhmisch-Konservativer Großgrundbesitz) byla konzervativní politická strana reprezentující od 60. let 19. století století na Říšské radě i na zemských sněmech šlechtice z českých zemí, kteří se identifikovali s českým státním právem, respektive s historickými zemskými právy, a odmítali centralistickou koncepci rakouského státu. Vzhledem ke kuriovému volebnímu systému s omezeným volebním právem měla strana významný vliv na zemskou i říškou politiku.

## Historie
Konzervativní velkostatkáři, někdy nazývaní též státoprávní šlechta, vstoupili do rakouské politiky zároveň s obnovením ústavního způsobu vlády počátkem 60. let 19. století, přičemž četní protagonisté tohoto politického směru se angažovali již během předchozího období. Říjnový diplom z roku 1860 otevřel cestu k zavedení ústavy, založené na respektování historických zemí a jejich sněmů. Počátkem roku 1861 se předák Strany konzervativního velkostatku Jindřich Jaroslav z Clam-Martinic sešel s předákem českých liberálů Františkem Ladislavem Riegerem. Od té doby (s malými přestávkami) postupovaly oba politické proudy ve vzájemné koordinaci. V 60. letech se inspirovaly podobnou aliancí šlechtických a občanských politiků v Uhersku. Spojoval je zájem na respektování českého státního práva a odmítání centralistického pojetí rakouského státu. Hlavním politickým rivalem Strany konzervativního velkostatku byla Strana ústavověrného velkostatku, která naopak sdružovala šlechtice, kteří podporovali centralistickou a provídeňskou linii rakouské politiky a spolupracovali s německými liberály (tzv. Ústavní strana). Naopak spojencem české státoprávní šlechty byli německorakouští konzervativní politici z alpských zemí, kteří rovněž odmítali centralistické a sekulární tendence německých liberálů.
Na rozdíl od českých občanských politiků vedených Riegrem se ovšem konzervativní velkostatkáři často identifikovali se zemským vlastenectvím, nikoliv s výlučně etnickým češstvím. Například František Antonín z Thun-Hohensteinu, který koncem 19. století krátce zastával i funkci předsedy vlády Předlitavska, byl jazykově orientován německy a neovládal češtinu, nicméně hlásil se k českému státnímu právu a v rámci zemského vlastenectví podporoval plnou rovnoprávnost obou zemských etnik. Zejména na Moravě se ještě během 2. poloviny 19. století zformoval mezi šlechtou další politický proud, nazývaný Strana středního velkostatku, která se snažila vyhnout volbě mezi stále vyostřenějším pročeským nebo proněmeckým táborem zaujetím centristické pozice. Jejími představiteli byli například Moritz Vetter-Lilie‎ nebo Alfred Skene II.
Politický vliv Strany konzervativního velkostatku byl z podstatné části založen na existenci kuriového volebního systému, kdy velkostatkáři odděleně hlasovali a volili své zástupce na zemských sněmech i v celostátním parlamentu, díky čemuž i relativně nepočetná skupina populace disponovala značným podílem přidělovaných mandátů. Na Českém zemském sněmu disponovala kurie velkostatkářů 70 mandáty. Při relativně vyrovnaných silových poměrech mezi blokem českých a (sudeto)německých občanských stran byla poslanecká křesla ve velkostatkářské kurii mimořádně důležitá pro celkové směřování sněmu. Například v zemských volbách v lednu 1867 ovládli tuto kurii kandidáti Strany konzervativního velkostatku, čímž sněm získal federalistickou většinu, která ostře odmítla rakousko-uherské vyrovnání. Následovaly opakované zemské volby v březnu 1867, v nichž díky agitaci z Vídně naopak zcela převážila Strana ústavověrného velkostatku a český státoprávní blok se ocitl v menšině. Podobně se tak stalo v zemských volbách roku 1872, provázených masivními majetkovými machinacemi s cílem uměle zvýšit počet oprávněných voličů ve velkostatkářské kurii (tzv. chabrusové volby). Konzervativní šlechta převážila v této kurii znovu až ve volbách roku 1883.
Tiskovým orgánem Strany konzervativního velkostatku byl deník Das Vaterland, který vycházel německy ve Vídni a měl celostátní záběr, ale jeho linii výrazně ovlivňovali konzervativní šlechtici z českých zemí.
Předákem konzervativní šlechty v Čechách byl až do 80. let 19. století Jindřich Jaroslav Clam-Martinic, na Moravě Egbert Belcredi. Od 80. let 19. století dominoval této politické straně na Moravském zemském sněmu Otto Serényi. Mezi další výrazné politiky státoprávní šlechty v Čechách patřili i Karel III. ze Schwarzenbergu a jeho syn Karel IV. ze Schwarzenbergu. Poslanecký klub Strany konzervativního velkostatku na Českém zemském sněmu vedl na přelomu 80. a 90. let Alfred August z Windischgrätze, pak ho nahradil Karel Buquoy-Longueval.
Výrazným předělem ve fungování Strany konzervativního velkostatku v politickém systému byl rok 1879. Po volbách do Říšské rady roku 1879 opustila tehdy česká reprezentace politiku pasivní rezistence, tedy neúčasti na práci Říšské rady, a vstoupila do vídeňského parlamentu. Zde se utvořil Český klub jako střechová parlamentní frakce, sdružující 
všechny čtyři proudy české politiky: staročechy, mladočechy, moravské národní poslance a Stranu konzervativního velkostatku. Předsedou klubu byl František Ladislav Rieger, jedním z jeho místopředsedů byl za konzervativní velkostatkáře Jiří Kristián z Lobkowicz (později Jindřich Jaroslav z Clam-Martinic). Na Říšské radě vystoupil Český klub se státoprávním ohrazením, tedy deklarací, že návrat do vídeňského parlamentu neznamená přijetí ústavních poměrů v Předlitavsku ani rezignaci na české státní právo. Český klub se roku 1879 stal součástí vlády Eduarda Taaffeho, v níž jeho koaličními partnery byl Polský klub a Hohenwartův klub (převážně německorakouští konzervativci). Toto mocenské uspořádání se nakonec ukázalo jako velmi trvanlivé.
Český klub se rozpadl koncem 80. let kvůli vyostření sporů mezi staročechy a mladočechy. Strana konzervativního velkostatku měla blíže k staročechům, ale názorový mainstream české politické reprezentace se přikláněl k mladočeskému proudu. Příznačná byla polemika z konce 80. let 19. století na Českém zemském sněmu, kdy Karel IV. ze Schwarzenbergu v diskuzi ohledně umístění plakety s podobiznou Jana Husa na právě dokončované budově Národního muzea v Praze označil husity za „komunismus 15. století“ a prohlásil: „Mezi husity bylo na počátku onoho hnutí mnoho charakterů ctihodných, avšak husité bohužel zvrhli se brzy v tlupu lupičů a žhářů.“ Výrok vyvolal ostrou mladočeskou kampaň. Konzervativní statkáři se také ocitali v izolaci kvůli jejich odporu proti demokratizaci volebního práva a zdrženlivému postoji k ryze etnické definici češství. Riegrova staročeská strana byla prakticky eliminována po mladočeském volebním triumfu ve volbách do Říšské rady roku 1891. Strana konzervativního velkostatku proto po těchto volbách přistoupila do konzervativního Hohenwartova klubu. Po volbách do Říšské rady roku 1897 měla Strana konzervativního velkostatku na Říšské radě svůj samostatný poslanecký klub s 19 členy. Jeho předsedou byl Eduard Pálffy z Erdödu.
Od konce 19. století ale vliv Strany konzervativního velkostatku slábl s tím, jak se díky reformám volebního práva rozšiřoval okruh oprávněných voličů. Ve volbách do Říšské rady roku 1907 bylo pak zavedeno všeobecné a rovné volební právo, čímž došlo ke zrušení kuriového systému a zániku separátního parlamentního zastoupení velkostatkářů. Někteří z nich ovšem dál zasedali v Panské sněmovně (horní nevolená komora Říšské rady). Rovněž na zemském sněmu v Čechách a na Moravě zůstaly zachovány kurie a tedy i samostatná politická síla šlechty.

## Volební výsledky

### Říšská rada
| Volby | Hlasy | Hlasy | Mandáty | Mandáty |
| Volby | Abs.  | %     | Abs.    | ±       |
| ----- | ----- | ----- | ------- | ------- |
| 1873  |       |       | 0/353   | ▬0      |
| 1879  |       |       | 11/353  | ▲11     |
| 1885  |       |       | 23/353  | ▲12     |
| 1891  | 346   | 0,03  | 18/353  | ▼5      |
| 1897  | 689   | 0,07  | 19/425  | ▲1      |
| 1901  | 335   | 0,03  | 19/425  | ▬0      |

### Český zemský sněm
| Volby         | Hlasy  | Hlasy | Mandáty | Mandáty | Pozice |
| Volby         | Abs.   | %     | Abs.    | ±       | Pozice |
| ------------- | ------ | ----- | ------- | ------- | ------ |
| 1861          |        |       | 16/241  | ▲16     |        |
| 1867 (leden)  |        |       | 70/241  | ▲54     |        |
| 1867 (březen) |        |       | 2/241   | ▼68     |        |
| 1870          |        |       | 70/241  | ▲68     |        |
| 1872          |        |       | 0/241   | ▼70     | ▼      |
| 1878          |        |       | 0/241   | ▬0      | ▬      |
| 1883          |        |       | 70/242  | ▲70     | ▲1.    |
| 1889          |        |       | 70/242  | ▬0      | ▬1.    |
| 1895          | 11 707 | 13.4  | 70/242  | ▼52     | ▼2.    |
| 1901          | 6 062  | 2.5   | 49/242  | ▼21     | ▬2.    |
| 1908          | 5 136  | 1.3   | 49/242  | ▬0      | ▲1.    |